# Maurizio Carnevali
Maurizio Carnevali, all'anagrafe Maurizio Carnevale (Villa San Giovanni, 5 maggio 1949) è un pittore, scultore e calcografo italiano.

## Biografia
Ha frequentato dapprima il Liceo Artistico "Mattia Preti" di Reggio Calabria e poi l'Accademia di Brera, con parte della formazione avvenuta anche a Parigi. Ha frequentato lo studio di Renato Guttuso a Velate ed è stato allievo dello scultore e medaglista Luciano Minguzzi.  La sua produzione pittorica consiste di centinaia di opere, esposte sia in Italia che in Europa.
Vive e lavora a Lamezia Terme.

## Attività

### Pittura e calcografia
Il mitologico e il sacro sono tra i principali temi delle opere di Carnevali. 
Nel 1981 realizza il dipinto ad olio San Rocco intercede presso la Madonna contro la peste, a cui fa seguito nello stesso anno la realizzazione di San Rocco e gli appestati; entrambe le opere sono appartenenti ai beni culturali ecclesiastici e di patrimonio della Chiesa Cattolica, e si trovano in esposizione permanente presso la Chiesa di Maria Santissima Immacolata e San Rocco.
La prima esposizione internazionale delle opere di Carnevali è quella del 1986, in cui espone la raccolta a tema La donna di Calabria, presso la Galleria S. Karl di Vienna.
Nel 2002 omaggia Fabrizio De André con una mostra inaugurata a Palazzo San Giorgio di Genova e
Victor Hugo con L’uomo che ride - Omaggio a Victor Hugo.
Il tema del sacro ritorna coi cicli di dipinti dedicati a San Francesco di Paola, esposti nel 2007, mentre di altra ispirazione è Petrushka, personaggio del teatro dei burattini russo. 
Più recenti sono Storie di Castelli, principesse e A-mori e Nel Segno del Mito, in cui il gusto per il mito e l'antichità prevalgono con colori densi e sfondi contrastanti, Omaggio a Pablo Neruda e i lavori dedicati a Frida Kahlo e Andy Warhol, al Palazzo delle Arti di Napoli e alla Palazzina di caccia di Stupinigi, entrambi realizzati per  Patrimoni d'arte.
Ulteriori lavori a olio sulle vite dei santi sono quelli raffiguranti episodi della vita di San Rocco a Palmi, in esposizione permanente presso la Chiesa di Maria Santissima Immacolata e San Rocco.
Nel 2005 viene esposta permanentemente l'opera Fata Morgana presso Palazzo Campanella, sede del Consiglio regionale della Calabria. 
Negli anni duemila Carnevali espone in diverse mostre curate da critici e artisti: Stanze di vita quotidiana. Omaggio a Francesco Guccini, presentata dal critico Vincenzo Mollica e dallo stesso Francesco Guccini, Ricognizione Pittura per Rubbettino Editore, di cui il critico d’arte Nicola Micieli cura il testo critico e il catalogo, Gli occhi della follia - Giullari e buffoni di corte nella storia e nell'arte presso Biblioteca Braidense a cura di Tito Saffioti, un percorso federiciano di 30 opere a Lamezia Terme e Ipostasi presso il Museo dei Brettii e degli Enotri. Carnevali ha esposto inoltre più volte lavori di pittura e calcografia al Salone internazionale del libro di Torino. Dallo stesso anno in esposizione permanente alla Biblioteca comunale di Lamezia Terme vi è una tela ad olio dell'artista che rappresenta una maschera, il Giovane giullare in rosso.
In occasione della mostra Artevirtuale Experience: Monet + Van Gogh al Museo del Territorio biellese espone il dipinto La luce dei fiori, simbolo di incontro dei due maestri.

### Scultura
I temi delle sculture di Carnevali sono di tipo civile, religioso e monumentale. 
A partire dal 1978, realizza il monumento a Leonida Repaci a Palmi, la Fontana del satiro e della ninfa nel centro di Sambiase, l'altare della Concattedrale di Santa Maria Assunta a Squillace, del Duomo di Borgia,  della chiesa del Sacro Cuore di Gesù a Martirano Lombardo e gli altorilievi nella Concattedrale di San Benedetto a Lamezia Terme.
Produzioni diventate meta di turismo sono state l'Ulisse a Tiriolo, la statua bronzea di Federico II di Svevia, che viene collocata nel centro storico di Nicastro ai piedi dell'antico rione di San Teodoro, il bassorilievo che adorna la reliquia del Sacro Capello e la Fonte di San Rocco, nell’omonima piazza a Palmi, sempre realizzata in bronzo.
Carnevali ha realizzato inoltre sculture a tema religioso come i 15 bassorilievi raffiguranti le stazioni della Via Crucis per il comune di Conflenti, posizionati nel percorso dalla chiesa al santuario, le quattro statue di abbellimento rappresentanti dei Santi nella facciata principale della Chiesa di Maria Santissima del Rosario a Polistena la statua raffigurante San Francesco di Paola nella piazza di Fuscaldo e, del 2014, il monumento dedicato alla Varia di Palmi che viene collocato nella rotatoria di piazzale Trodio.
Nel 1993 viene inaugurato dal Presidente del Senato Giovanni Spadolini il monumento a Michele Morelli a Vibo Valentia. Al filone monumentale appartengono anche la statua bronzea di Giangurgolo per la facciata principale del Teatro Grandinetti di Lamezia Terme, il Monumento al Lavoro a Palazzo San Nicola e il ritratto bronzeo di Sandro Pertini, realizzato in occasione del V Memorial Sandro Pertini presso il Palazzo della Provincia di Savona.
Nel 2003 riceve il premio Giuseppe Valarioti per la realizzazione di monumenti dedicati alle vittime della mafia a Taurianova, Rosarno e San Mango d'Aquino.
Nel 2011 partecipa al 1º Simposio Internazionale di Scultura di Bruxelles e nel 2012 al simposio internazionale di scultura Marmythos con Raymond Lohr, Patrick Crombé, Marit Lyckander, Luca Marovino e Marit Lyckander, organizzato insieme a Italia Nostra, alle soprintendenze per i beni Archeologici della Calabria e alla Provincia di Reggio Calabria.
Nel 2017 riceve il Premio Muse a Reggio Calabria.
A collezioni private appartengono La Natività e Una Preghiera nel Silenzio, donate a Sua Santità Papa Francesco.
Nel 2021 la scultura L’anima del Poeta Eterno viene esposta nella Biblioteca del Quirinale, donata alla Biblioteca Riccardiana di Firenze e al Presidente della Repubblica Sergio Mattarella, in occasione dei 700 anni dalla morte di Dante Alighieri.

## Libri

### Cataloghi monografici e raccolte di incisioni
- Maurizio Carnevali: Città di Vibo Valentia, Vibo Valentia, Assessorato Cultura e Turismo 1974.
- Scacchi di Maurizio Carnevali, a cura di Silvana Paonessa, presentazione di Emilio Argiroffi, nota di Sharo Gambino, Lamezia Terme, La Modernissima 1975.
- Calabria Letteraria, a. 33 (1985), n. 4-5-6.
- Luna, Lunae ed altro, presentazione di Dante Maffia, Reggio Calabria, Iiriti 2001.
- I dodici sonetti - Nosside, Lamezia Terme, Edizioni del Sileno 2002.
- Storie di Castelli, Principesse e A-mori, a cura di Giorgia Gargano, Lamezia Terme, Perri 2004.
- Frate Francesco da Paola : ciclo pittorico dedicato alla vita e ai miracoli del Santo, Lamezia Terme, Stampa Sud 2007.
- Nel segno del mito, Cosenza, Museo dei Brettii e degli Enotri 2012.
- ...l'altra famiglia, Soroptimist International 2013.
- Il Dante del Boccaccio, Torino, Patrimoni d'Arte 2021.

### Libri
Carnevali è presente con illustrazioni o incisioni nelle seguenti opere:
- Mario Bagalà, U chiantu d'Alaricu, Gioia Tauro, Calabrografiche, 1980.
- Felice Mastroianni, Quest'ombra sul terreno, Lamezia Terme, Ligeia, 1983.
- Pina Majone Mauro/Maurizio Carnevali, Calabria Letteraria, anno 33 (1985), n. 4-5-6.
- Incisioni di: Andrea Cefaly junior, Ernesto Treccani, Aldo Turchiaro, Paolo Balistrieri, Francesco Antonio Caporale, Maurizio Carnevali per Il Canto dei nuovi emigranti di Franco Costabile. Nota introduttiva di Renato Borrello, Lamezia Terme, Edizioni del Sileno, 1985.
- Gianfranco Lambrosciano, I territori dell'amore: con 10 tavole originali di Maurizio Carnevali, Lamezia Terme, Edizioni del Sileno, 1993.
- Vincenzo Filardo, Fiabe clandestine, Vibo Valentia, Mapograf, 1995.
- Tito Saffioti, Bon 'cellu cantaturi: vita e folklore nei racconti di due contadini calabresi, Lamezia Terme, Edizioni del Sileno, 1999.
- AA. VV., Artisti in Fiera arte Europa Parma 2000, Poggibonsi, Lalli editore, 2000.
- Tito Saffioti, Il maestro di tutte l'arti, Nardò, Besa Muci 2002.
- Il tesoretto di Santo Stefano di Rogliano, a cura di Giorgia Gargano, Lamezia Terme, 2004.
- Michele Caccamo, Il pomo e la mela, Roma, Edizioni Lietocolle 2006.
- Felice Mastroianni, Trilogia neoellenica, Soveria Mannelli, Rubbettino 2017.
- Giuseppe Caterini, La fonte dell'orso: Silloge di poesie e di racconti, Soveria Mannelli, Iride 2018.
- Carmelo Pinto, Macchie d'inchiostro, Cittanova, Lyriks 2023.
- La Pantegana (n. 1-2), Lamezia Terme, La Pantegana Edizioni, 2023.
- Gaetano Damiano, Luigi Valerio, I Borbone - l'arte che racconta la storia, Torino, Patrimoni d'Arte 2024.
- Collodi, Le avventure di Pinocchio. Storia di un burattino, Torino, Patrimoni d'Arte, 2025.

## Premi
- 1971, Premio Matita d'oro.
- 1973, Premio Grafica oggi.
- 2003, Premio Giuseppe Valarioti.[41]
- 2017, Premio Muse.[44]
- 2023, Chiaravalle Arte.